# São Carlos do Ivaí
São Carlos do Ivaí est une municipalité brésilienne située dans l'État du Paraná.